# Amstel Gold Race 2006
L'Amstel Gold Race 2006 fou la 41a edició de l'Amstel Gold Race. La cursa es disputà per les carreteres de la província neerlandesa de Limburg, el diumenge 16 d'abril del 2006.
Fränk Schleck aconseguí la victòria després d'atacar des d'un grup que també contenia el segon classificat, Steffen Wesemann, entre altres ciclistes. Michael Boogerd aconseguí superar el seu ex-company d'equip Karsten Kroon a la pujada al Cauberg per quedar-se el tercer lloc.

## Classificació
|    | Ciclista                       | Equip                  | Temps      |
| -- | ------------------------------ | ---------------------- | ---------- |
| 1  | Fränk Schleck                  | Team CSC               | 6h 25' 39" |
| 2  | Steffen Wesemann               | T-Mobile Team          | + 22"      |
| 3  | Michael Boogerd                | Rabobank               | + 46"      |
| 4  | Karsten Kroon                  | Team CSC               | + 48"      |
| 5  | Patrik Sinkewitz               | T-Mobile Team          | m. t.      |
| 6  | Davide Rebellin                | Gerolsteiner           | m. t.      |
| 7  | Miguel Ángel Martín Perdiguero | Phonak Hearing Systems | m. t.      |
| 8  | Paolo Bettini                  | Quick Step-Innergetic  | + 53"      |
| 9  | Stefan Schumacher              | Gerolsteiner           | + 57"      |
| 10 | Serguei Ivanov                 | T-Mobile Team          | + 1'07"    |